# Union Pacific 3900
Union Pacific 3900 – amerykańska lokomotywa parowa produkowana w latach 1936-1943 dla przewoźnika Union Pacific Railroad. Wyprodukowano 105 parowozów.

## Historia
Niektóre lokomotywy przystosowano do opalania olejem opałowym. Aby lokomotywa mogła skręcać na zwrotnicach podzielono podwozie na dwie części. Dzięki temu podwozie skręcało, gdy kocioł jechał jeszcze prosto. Lokomotywy miały ciągnąć składy towarowe, czasami długości nawet osiemdziesięciu wagonów, i czasami pomagać lokomotywom typu Big Boy. W spółce te lokomotywy głównie ciągnęły składy towarowe, lecz czasami i pasażerskie. Obecnie lokomotywy te są największymi działającymi lokomotywami, ponieważ grupa miłośników z "UPR" przywróciła dwie lokomotywy z tej spółki do pełnej sprawności. Obecnie ciągnie turystyczne składy pasażerskie z prędkością nawet 120 km/h. Dwa parowozy zachowano jako eksponaty zabytkowe. 